# فلیکس اوندوسک
فلیکس اوندوسک (استونیایی: Feliks Undusk؛ زادهٔ ۲۳ دسامبر ۱۹۴۸) روزنامه‌نگار، سیاستمدار و نماینده سابق مجلس اهل استونی است.